# Ave Imperator morituri te salutant

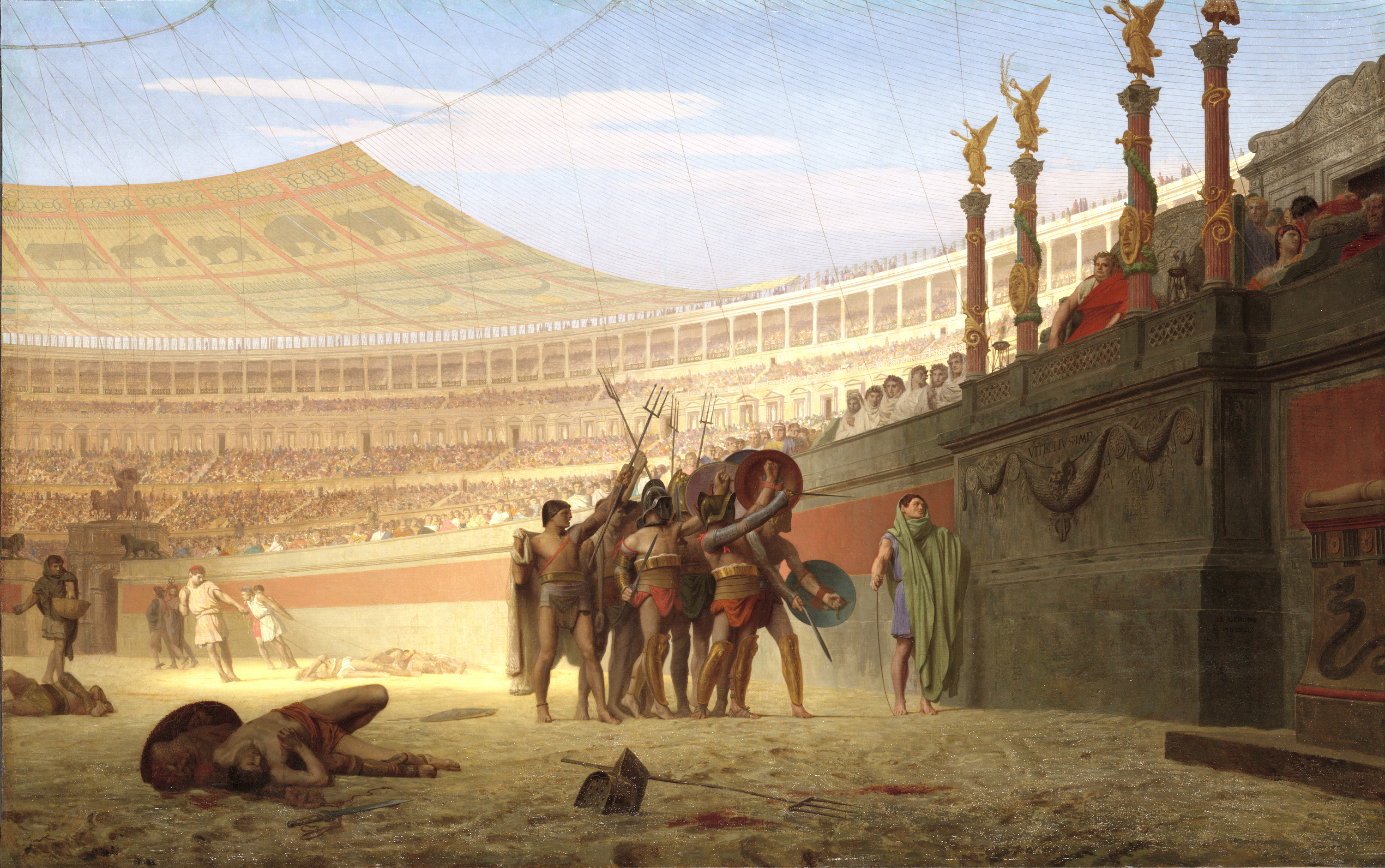
Ave Caesar Morituri te Salutant, pintura de Jean-Léon Gérôme (1859), retrada os gladiadores saudando Vitélio

Ave Imperator, morituri te salutant ou Ave Caesar, morituri te salutant ("Ave, César, aqueles que estão prestes a morrer o saúdam") é uma conhecida sentença em língua latina citada em Suetónio, De Vita Caesarum. Foi usado durante um evento em 52 d.C. no lago Fucino por cativos e criminosos fadados a morrerem lutando durante um simulado de batalha naval ou Naumaquia — na presença do imperador Cláudio. Suetônio relata que Cláudio respondeu aut non ("ou não").